# Transport kolejowy w Moskwie

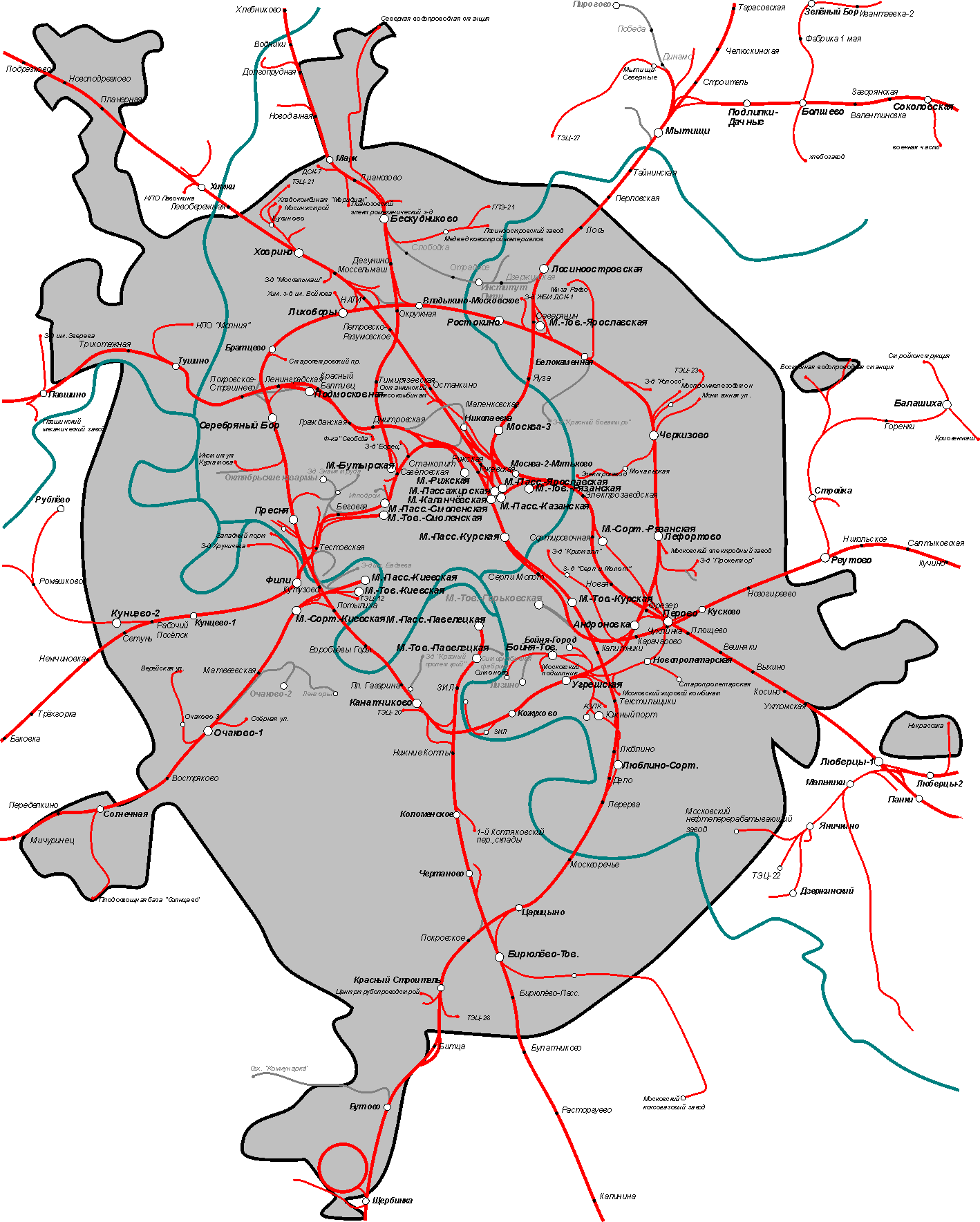
Schematyczna mapa sieci kolejowej w Moskwie. Widoczne są Mały Pieścień Kolei Moskiewskiej (MOŻD), Aleksiejewski Wątek Łączący w centrum, oraz 11 kierunków radialnych

Moskiewski węzeł kolejowy jest największym węzłem kolejowym w Rosji i jednym z największych w świecie. Obejmuje miasto Moskwę i sąsiednie rejony. Ruch pasażerski odbywa się w 11 kierunkach.

## Dworce kolejowe
- Moskwa-Passażyrskaja (Dworzec Leningradzki) – Chimki – Kriukowo (Zielenograd) – Klin – Twer
- Moskwa-Passażyrskaja-Smolenskaja (Dworzec Białoruski)/Moskwa-Riżskaja (Dworzec Ryski) – Moskwa-Kałancziowskaja – Dworzec Kurski – Podolsk – Stołbowaja – Czechow – Sierpuchow – Tuła
- Moskwa-Passażyrskaja-Smolenskaja (Dworzec Białoruski) – Dworzec Sawiołowski – Łobnia – Iksza – Jachroma – Dmitrow – Sawiołowo (Kimry)
- Moskwa-Passażyrskaja-Kurskaja (Dworzec Kurski) – Rieutow – Friaziewo – Oriechowo-Zujewo – Pietuszki – Włodzimierz
- Moskwa-Passażyrskaja-Smolenskaja (Dworzec Białoruski) – Kuncewo – Odincowo – Golicyno – Kubinka – Możajsk – Gagarin – Wiaźma
- Kuncewo – Usowo
- Moskwa-Passażyrskaja-Pawieleckaja (Dworzec Pawelecki) – Domodiedowo – Michniewo – Kaszira – Ożerielje – Uzunowo
- Moskwa-Passażyrskaja-Jarosławskaja (Dworzec Jarosławski) – Mytiszczy – Siergijew Posad – Aleksandrow
- Moskwa-Passażyrskaja-Jarosławskaja (Dworzec Jarosławski) – Mytiszczy – Bołszewo (Korolow) – Monino – Friaziewo (Odnoga cięciwa kierunku Jarosławskiego)
- Moskwa-Passażyrskaja-Kazanskaja (Dworzec Kazański) – Lubiercy – Ramienskoje – Woskriesiensk – Gołutwin (Kołomna) – Riazań
- Moskwa-Passażyrskaja-Kazanskaja (Dworzec Kazański) – Lubiercy – Lubiercy-2 – Kurowskaja – Czerusti
- Moskwa-Riżskaja (Dworzec Ryski) – Krasnogorsk – Manichino – Wołokołamsk – Szachowskaja
- Moskwa-Passażyrskaja-Kijewskaja (Dworzec Kijowski) – Aprielewka – Biekasowo-1 – Małojarosławiec – Kaługa

## Wielki Pierścień Kolei Moskiewskiej
Wielki Pierścień Kolei Moskiewskiej (ros. Большое Кольцо Московской Железной Дороги, (БМО)) – pętla kolejowa przebiegająca w odległości 50 – 120 km od Moskwy, ma długość ok. 584 km i łączy ze sobą wszystkie podane powyżej kierunki. Przechodzi przez Obwód Moskiewski i Włodzimierski (okolice Aleksandrowa). Pociągi podmiejskie kursują 1 – 10 razy dzienne (zależy od odcinka, średnio 3-5 razy).
Trasa pętli: Aleksandrow – Aleksandrow–2 – Bielkowo (Wątek na Juriew-Polski) – Kirżacz – Oriechowo-Zujewo – Kurowskaja – Il'inskij Pogost – Jegoriewsk-2 – Woskriesiensk (albo Il'inskij Pogost – Bieriendino – Łopatino – Woskriesiensk) – Niepiecyno – Jaganowo – Malino – Michniewo – Dietkowo – Kriesty – Biekasowo (-Centralnaja, -Sortirowocznaja) – Posiołok Kijewskij – Biekasowo-1 – Kubinka – Kubinka-2 – Manichino-2 – (zajazd do Manichino-1 kier. Ryskiego) – Powarowo (III i II) – Biełyj Rast – Iksza – Jachroma – (czasami zajazd do Dmitrowa) – Iwancewo – Kostino – Żołtikowo – Naugolnaja – Aleksandrow.
Istnieje też wątek Jaganowo – Sotnikowo – Kołycziowo – Szmatowo – Żiliowo kierunku Paweleckiego (do Michniewa 2 przystanki w stronę Moskwy).
Niektóre pociągi mogą zajeżdżać na jeden z kierunków radialnych, jak na Moskwę, tak i w drugą stronę, na przykład Kriesty – dworzec Kijowski, albo Kriesty – Kaługa, Jegoriewsk – dworzec Kazański. Ale większość pociągów nie robi takiego zajazdu, dlatego przy wyjeździe z Moskwy trzeba się przesiadać na stacjach wspólnych dla Pierścienia i kierunku radialnego, takich jak Biekasowo, Kurowskaja albo Kubinka. Pociągi nie objeżdżają cały Pierścień naraz, lecz kursują "nitkami" typu Powarowo III – Aleksandrow, Aleksandrow – Oriechowo-Zujewo, Oriechowo-Zujewo – Kurowskaja itd. Z powodu rzadkiego kursowania pociągów, przed podróżą lepiej jest sprawdzić rozkład w internecie i zmiany. Większość peronów jest niska, kas nie ma, albo są nieczynne, kontrolerów prawie brak, dlatego wielu pasażerów podróżuje bez biletu. Pociągi pasażerskie mają tu częste opóźnienia z powodu dużej ilości pociągów towarowych.